# Трнава Гора
Трнава Гора (словац. Trnavá Hora) — село, громада округу Ж'яр-над-Гроном, Банськобистрицький край, центральна Словаччина, регіон Теков. Кадастрова площа громади — 24,55 км². Протікає Іграчський потік.
Населення 1257 осіб (станом на 31 грудня 2017 року).

## Історія
Трнава Гора згадується в 1388 році.

## Населення
| Рік:            | 1994. | 2004.   | 2014.   | 2024.   |
| --------------- | ----- | ------- | ------- | ------- |
| Кількість осіб: | 1130  | 1137    | 1203    | 1257    |
| Різниця:        |       | +0,61 % | +5,80 % | +4,48 % |

| Рік:            | 2023. | 2024.   |
| --------------- | ----- | ------- |
| Кількість осіб: | 1256  | 1257    |
| Різниця:        |       | +0,07 % |